# Christopher Smart
Christopher Smart (Shipbourne, 1722 – Londra, 1771) è stato un poeta britannico.

## Biografia
Docente di filosofia all'università di Cambridge, nel 1749 si trasferì a Londra. La sua opera più conosciuta è l'Hilliade (1753), poema epico-satirico su John Hill (1716–1775), compositore, attore, autore e botanico.
Ricoverato in manicomio dal 1756 al 1763, compose il Jubilate Agno (pubblicato nel 1939) e Una canzone per Davide (1763), di tema biblico.
Rinchiuso nel 1768 nel carcere per debiti di Londra, vi morì tre anni più tardi.